# Keplerbrücke (Graz)
Die Keplerbrücke ist eine Straßenbrücke aus dem Jahr 1963 über die Mur in der steirischen Landeshauptstadt Graz. Ihre Vorgängerbauten stammen aus den Jahren 1836 (Kettenbrücke) bzw. 1882 (Bogenbrücke).

## Geschichte

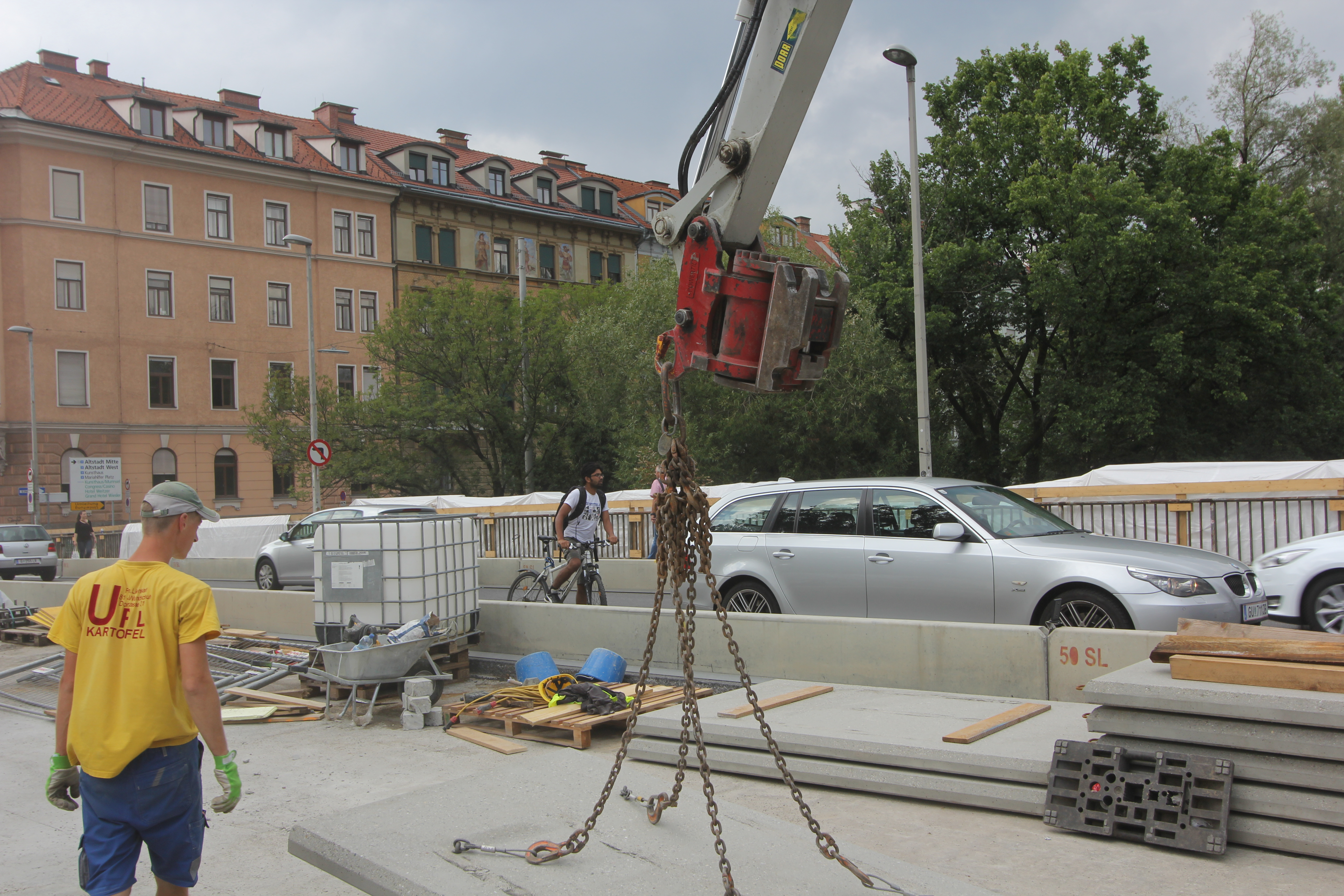
Letzte Sanierung im Jahre 2015

Die Geschichte der Querung der Mur an dieser Stelle geht auf das Jahr 1836 zurück, als hier die erste Brücke in Form einer Kettenbrücke eröffnet wurde. Diese Kettenbrücke war zum Zeitpunkt ihrer Eröffnung die erste in der Steiermark und zudem die größte in ganz Österreich. Erster Namensträger dieser Brücke war der von 1835 bis 1848 regierende Kaiser von Österreich Ferdinand I. 1882 wurde die Ferdinandbrücke zu einer Bogenbrücke umgebaut, bei der erstmals der Langersche Balken zum Einsatz kam, und im Jahr 1920 zu Ehren des deutschen Naturphilosophen, Mathematikers, Astronomen, Astrologen, Optikers und evangelischen Theologen Johannes Kepler, der von 1594 bis 1600 an der Universität Graz lehrte, in Keplerbrücke umbenannt.
Im Jahr 1963 entstand der heutige Brückenbau in Form einer Stahlbetonbrücke mit Stahlträgern. Anders als sein Vorgänger wies dieser Neubau aus Kostengründen keine Straßenbahngleise mehr auf. Bis zu diesem Zeitpunkt verkehrte die Ringlinie 2 der Grazer Straßenbahn über die Keplerbrücke. Aufgrund ihrer nunmehrigen Konstruktion ist eine nachträgliche Gleisverlegung nicht mehr möglich.
Im Laufe der nachfolgenden Jahrzehnte wurde die dreispurige Brücke mehrmals saniert; zuletzt 2015. Die stark genutzte Route für Rad- und Fußverkehr entlang des linken Murufers wurde 2006 hier kreuzungsfrei durch das bis dahin längste Brückenbauwerk der Stadt unterführt. Diese am 28. Jänner 2006 eröffnete und am 12. Oktober 2006 zu Ehren der Radfahrpionierin Elise Steininger Elise-Steininger-Steg benannte Unterführung weist eine Länge von 135 Metern auf und wurde im Jahre 2012 durch eine 165 Meter lange Längsbrücke nahe der Straßen- und Eisenbahnbrücke Weinzödlbrücke als längste "Brücke" von Graz abgelöst.
Die Keplerbrücke gilt als eine der am stärksten von Radfahrern frequentierte Zonen in Graz; beispielsweise waren hier an einem durchschnittlichen Werktag im Mai 2017 knapp 7000 Personen mit dem Fahrrad unterwegs. Als Vergleich: im Jänner 2020 überfuhren etwa 17.000 KFZ Die Brücke. Gemessen wird bei einer seit 2015 auf der Brücke am unterwasserseitigen (durch eine Linie getrennten) Geh- und Radweg installierten automatischen Rad-Zählstelle, die von der Abteilung für Verkehrsplanung der Stadt Graz betreut wird. Das Kepler-Gymnasium liegt direkt an der Brücke am rechten Murufer.